# Sylvie Kinigi
Sylvie Kinigi (Mugoyi, 24 novembre 1953) è una politica burundese.
È stata Primo ministro del Burundi dal 1993 al 1994, prima donna a rivestire tale incarico nella storia del suo Paese.

## Biografia
Sylvie Ntigashira nacque sulla collina di Mugoyi nel comune di Mugongomanga, in provincia di Bujumbura da famiglia tutsi il 24 novembre 1953. Ha studiato economia all'Università del Burundi e ha ricoperto incarichi di servizio civile prima di diventare, nel 1991, consigliere per la riduzione delle spese militari del primo ministro .
Nel 1973 sposa l'hutu Firmin Kinigi da cui avrà cinque figli.
Primo ministro dal 10 luglio 1993 al 7 febbraio 1994, sesto Presidente della repubblica del Burundi dal 27 ottobre 1993 al 5 febbraio 1994.